# محوطه کله شیر مه قویلون
محوطه کله شیر مه قویلون مربوط به عصر مس - مفرغ است و در شهرستان کوهدشت، بخش کونانی، دهستان کونانی، ۱۰۰ متری شمال تنگه اسفندیار خان، دامنه کوه داگله واقع شده و این اثر در تاریخ ۱۸ اسفند ۱۳۸۷ با شمارهٔ ثبت ۲۵۲۳۳ به‌عنوان یکی از آثار ملی ایران به ثبت رسیده است.